# El Dorado (Californië)
El Dorado is een plaats in El Dorado County in Californië in de VS. Deze wordt vaak verward met het nabijgelegen El Dorado Hills. Het werd opgericht in 1849 en heette toen nog Mud Springs. Toen het in 1856 onafhankelijk werd veranderde de naam in het huidige El Dorado. Het bevolkingsaantal bedraagt ongeveer 4000.

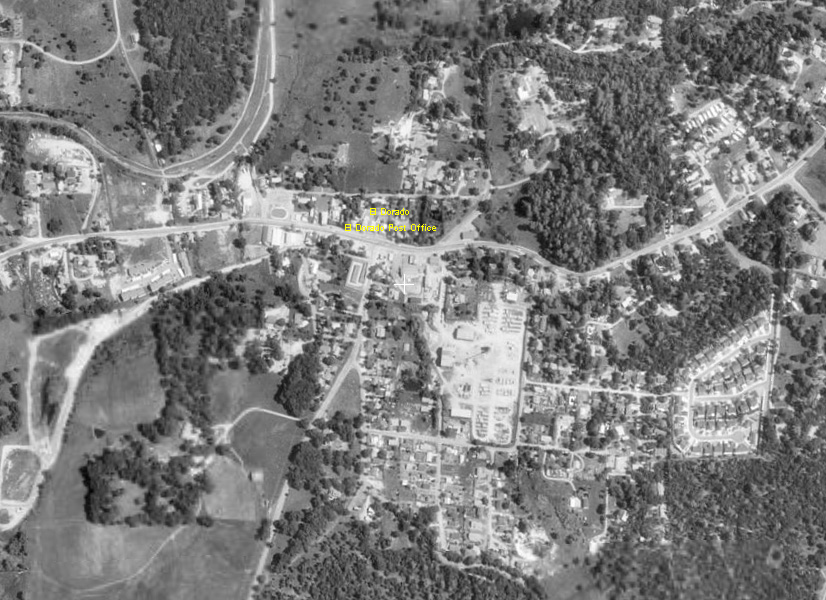
Luchtfoto van El Dorado